# Xenocalliphora flavipes
Xenocalliphora flavipes är en tvåvingeart som först beskrevs av Lamb 1909.  Xenocalliphora flavipes ingår i släktet Xenocalliphora och familjen spyflugor. Inga underarter finns listade i Catalogue of Life.